# 京都市国際交流会館

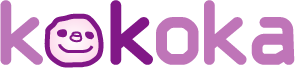
京都市国際交流会館のロゴ

kokoka京都市国際交流会館（きょうとしこくさいこうりゅうかいかん、英語：Kyoto International community House）は、京都市左京区粟田口鳥居町にある国際交流施設。京都市が建設。愛称kokoka（ココカ）。公益財団法人京都市国際交流協会が運営。

## 概要
京都市の市長公舎と東山会館の跡地に、市民の国際交流の拠点として設立された。
建設の経緯は京都市世界文化自由都市推進委員会からの答申「今後における京都市の国際交流のあり方について」（昭和60年8月）に基づき、市民レベルの幅広い国際交流活動を推進するための拠点となる「京都市国際交流会館」を建設することとなった。
同会館は市制100周年記念事業、平安建都1200年記念事業の一つとして1989年（平成元年）に完成。
2009年の20周年の際に愛称を一般募集し、kokusai国際　kouryu交流　kaikan会館の頭文字を並べた「kokoka」が選定される。
隣接の和風別館 （254㎡）は京都市国際交流会館建設以前の建物であるが、建設後は京都市国際交流会館の一施設として運用。
所在地：京都市左京区粟田口鳥居町2-1

## 沿革
- 1989年（平成元年）9月12日 - 開館

## 建物概要
- (1) 建設場所 - 京都市左京区粟田口鳥居町2番地1他 (市長公舎及び東山会館跡地）10,373.73 ㎡
- (2) 構造 - 鉄骨鉄筋コンクリート造3階建 （一部地下1階）
- (3) 規模 - 本館延床面積　　6,716.92㎡
  - 1階 （2,553.05㎡）＝情報サービスコーナー、イベントホール、交流ロビー、第1・2会議室、喫茶コーナー、交流サロン、キッズコーナー、事務室等
  - 2階（2,006.54㎡）＝kokoPlaza（図書・資料室）、姉妹都市コーナー・展示室、特別会議室 （レセプションルーム）、レストラン 、多目的スペース等
  - 3階 （1,112.01㎡）＝交流団体事務室（国際交流基金京都支部、ETS Japan、京都国際文化協会）、第3・4会議室、研修室、ボランティアルーム等
  - 地階他（1,045.32㎡）＝警備室、中央監視室、倉庫、発電機室、電気室、更衣室等
  - 和風別館（254.00㎡）＝和室4室、洋間1室
- (4) 工程 - 1988年（昭和63年）5月着工。工期は約14か月で1989年（平成元年）8月に竣工。

## 交通アクセス
- 地下鉄東西線 蹴上駅下車徒歩6分
- 京都市営バス5・46・急行100・急行110系統「岡崎公園 美術館・平安神宮前」徒歩10分